# Ізвору (Козієнь, Бузеу)
Ізвору (рум. Izvoru) — село у повіті Бузеу в Румунії. Входить до складу комуни Козієнь.
Село розташоване на відстані 105 км на північ від Бухареста, 31 км на північний захід від Бузеу, 118 км на захід від Галаца, 79 км на південний схід від Брашова.

## Населення
За даними перепису населення 2002 року у селі проживали 96 осіб, усі — румуни. Усі жителі села рідною мовою назвали румунську.